# Friedrich-Ludwig-Jahn-Sportpark
Il Friedrich-Ludwig-Jahn-Sportpark (abbreviato Jahnsportpark oppure Jahn-Sportpark) è un complesso polisportivo situato nella città di Berlino, esattamente nel quartiere di Prenzlauer Berg.
L'area su cui esso sorge, estesa per circa 22 ettari, era adibita fino agli inizi del XX secolo a piazza d'armi; adibita a polo sportivo nel 1913, assunse l'aspetto attuale nel 1951. La struttura è intitolata al pedagogo Friedrich Ludwig Jahn.
L'infrastruttura principale del complesso è uno stadio adibito alla pratica del calcio, dell'atletica leggera, del football americano e di altri eventi, noto come Jahnstadion o Cantianstadion (dal nome di una strada adiacente). Con la sua capienza di poco meno di 20 000 posti a sedere (dei quali 15 000 coperti), esso è il secondo più grande stadio della città di Berlino, dopo l'Olympiastadion. Attorno ad esso sorgono campi da tennis, da beach volley e per altre discipline.
Dal 2012 ospita il German Bowl, finale del campionato nazionale tedesco di football americano; dello stesso sport ha ospitato diversi incontri internazionali, oltre ad essere stato lo stadio di casa dei Berlin Adler, dei Berlin Bears e dei Berlin Thunder.

## Storia
Già dal 1825, l'area ove sorge il complesso fu usata come campo d'esercitazione dell'esercito prussiano. Tra il 1892 e il 1904 tale zona iniziò ad essere sfruttata ad uso sportivo, diventando il terreno di casa dell'Hertha Berlino. L'amministrazione cittadina ne entrò in possesso nel 1912, scegliendo di valorizzare ulteriormente l'area a scopo sportivo.
Dopo la seconda guerra mondiale, a seguito della spartizione della città di Berlino tra le forze alleate, il complesso ricadde sotto la giurisdizione sovietica, passando poi sotto il territorio di Berlino Est. Nel 1951 partirono i lavori di riqualificazione dell'area, con l'edificazione di uno stadio da 30 000 posti, che assunse inizialmente il nome di Berliner Sportpark, poi mutato in Friedrich-Ludwig-Jahn-Sportpark l'anno successivo. Lo stadio assunse l'aspetto e la capienza attuale nel 1988.

## Football americano

### European Football League

#### Edizione 2010
| Berlino 1 maggio 2010, ore 18:00 Fase a gironi | Berlin Adler | 35 – 9 | Stockholm Mean Machines | Friedrich-Ludwig-Jahn-Sportpark |

### BIG6 European Football League

#### Edizione 2014
| Berlino 17 maggio 2014, ore 15:00 3ª giornata | Berlin Adler | 42 – 20 (13-6 15-0 7-0 7-14) referto | Calanda Broncos | Friedrich-Ludwig-Jahn-Sportpark (5.000 spett.) |

| Berlino 19 luglio 2014, ore 14:00 XXVIII Eurobowl | New Yorker Lions | 17 – 20 (7-7 3-3 0-7 7-3) referto | Berlin Adler | Friedrich-Ludwig-Jahn-Sportpark (2.368 spett.)\| Arbitro: \| Bojan Savicevic \| |
| Arbitro:                                          | Bojan Savicevic  |                                   |              |                                                                                 |

### German Bowl
| Arbitri: | Sauer Matern Denker Kattillus Wahl Klimesch Holzvoigt |

| |           | |
| J. Spitzlberger 9':03" Q1 (TD) 16yd run T. Rauch Q1 (pat) T. Rauch 4':12" Q1 (FG) 47yd A. Adegbesan 11':54" Q2 (TD) 22yd pass from J. Spitzlberger T. Rauch Q2 (pat) T. Rauch 2':59" Q2 (FG) 23yd F. Waldvogel 0':00" Q2 (TD) 3yd pass from J. Spitzlberger T. Rauch Q2 (pat) T. Rauch 7':15" Q3 (FG) 21yd F. Brenner 0':31" Q3 (TD) 46yd pass from J. Spitzlberger M. Pollety Q3 (tpc) pass from J. Spitzlberger F. Waldvogel 7':19" Q4 (TD) 56yd pass from J. Spitzlberger T. Rauch Q4 (pat) J. Spitzlberger 2':45" Q4 (TD) 5yd run A. Adegbesan Q4 (tpc) pass from J. Spitzlberger T. Rauch 0':34" Q4 (FG) 47yd | Marcatori | T. Deed 3':52" Q1 (TD) 80yd run J. Dohrendorf Q1 (pat) J. Dohrendorf 11':33" Q2 (TD) 63pass from J. Welsh J. Dohrendorf Q2 (pat) J. Dohrendorf 5':38" Q2 (FG) 25yd T. Deed 0':57" Q2 (TD) 21yd run J. Dohrendorf Q2 (pat) L. Teuber 10':50" Q3 (TD) 68yd interception return J. Dohrendorf Q3 (pat) J. Ampaw 2':39" Q3 (TD) 1yd run J. Dohrendorf Q3 (pat) A. Love 1':15" Q3 (TD) 6pass from J. Welsh J. Dohrendorf Q3 (pat) P. Dohrendorf 8':43" Q4 (TD) 26pass from J. Welsh P. Jareschewski Q4 (tpc) pass from B. Mau |

| Arbitri: | Voigtlaender Boenke Klawitter Mollzahn Pergande Hintze Maghsudi |

| |           | |
| C. Therriault 1':25" Q1 (TD) 1yd run T. Goebel Q1 (pat) T. Pinta 4':33" Q2 (TD) 8yd pass from C. Therriault T. Goebel Q2 (pat) N. Roemer 0':46" Q2 (TD) 3yd pass from C. Therriault T. Goebel Q2 (pat) P. Maier 10':58" Q4 (TD) 33yd pass from C. Therriault T. Goebel Q4 (pat) C. Therriault 3':29" Q4 (TD) 3yd run T. Goebel Q4 (pat) | Marcatori | T. Deed 7':21" Q1 (TD) 8yd run J. Hilgenfeldt 7':34" Q2 (FG) 23yd T. Deed 3':02" Q2 (TD) 10yd run J. Hilgenfeldt Q2 (pat) J. Hilgenfeldt 0':04" Q2 (FG) 39yd T. Deed 0':05" Q3 (TD) 7yd run J. Hilgenfeldt Q3 (pat) E. Moody 7':41" Q4 (TD) 9yd run A. Couvin Q4 (tpc) pass from J. Welsh |

| Arbitri: | Schwieger Fotsch Wess Bogman Kopka Maurer Flaisch |

| |           |                                                                                         |
| D. McCants 4':06" Q1 (TD) 12yd run T. Goebel Q1 (pat) D. McCants 11':21" Q2 (TD) 5yd run T. Goebel Q2 (pat) C. Therriault 7':40" Q2 (TD) 14yd run Dablé 5':42" Q2 (TD) 15yd pass from C. Therriault T. Goebel Q2 (pat) M. Andrew 0':29" Q2 (TD) 2yd run T. Goebel Q2 (pat) M. Andrew 8':18" Q3 (TD) 2yd run D. McCants 7':52" Q4 (TD) 3yd run T. Goebel Q4 (pat) | Marcatori | F. Brenner 6':43" Q1 (FG) 29yd A. Adegbesan 2':25" Q4 (TD) 21yd pass from M. Ehrenfried |

| Arbitri: | Fischer Driesnack Henrich Page Schmidt Herrmann Kelma |

| |           | |
| N. Roemer 7':40" Q1 (TD) 56yd pass from C. Therriault T. Goebel Q1 (pat) T. Goebel 3':50" Q1 (FG) 42yd E. Landi 1':01" Q2 (TD) 9yd pass from C. Therriault T. Goebel Q2 (pat) T. Goebel 0':00" Q2 (FG) 37yd C. Therriault 8':56" Q3 (TD) 7yd run T. Goebel Q3 (pat) D. McCants 2':53" Q3 (TD) 5yd run T. Goebel Q3 (pat) D. McCants 8':52" Q3 (TD) 1yd run T. Goebel Q3 (pat) Dablé 2':48" Q4 (TD) 20yd pass from C. Therriault T. Goebel Q4 (pat) | Marcatori | C. Rycraw 8':34" Q1 (TD) 5yd run C. Rycraw 0':45" Q2 (TD) 64yd run P. Donahue 10':32" Q3 (TD) 2yd run A. Adegbesan 4':19" Q3 (TD) 9yd pass from M. Ehrenfried T. Rauch Q3 (pat) P. Donahue 1':24" Q4 (TD) 2yd pass from M. Ehrenfried |

| Arbitri: | M. Tschurer Z. Doboczky M. Eisenmann B. Stoppel D. Barth M. Anders G. Johann |

| |           | |
| D. McCants 10':02" Q2 (TD) 1yd run T. Goebel Q2 (pat) C. Bollmann 3':23" Q2 (TD) 14yd pass from C. Therriault T. Goebel Q2 (pat) D. McCants 8':52" Q3 (TD) 1yd run T. Goebel Q3 (pat) T. Goebel 1':49" Q3 (FG) 28yd E. Landi 3':32" Q4 (TD) 5yd pass from C. Therriault T. Goebel Q4 (pat) | Marcatori | M. Rycraw 5':24" Q2 (TD) 4yd run T. Stadelmayr Q2 (pat) A. Bilal 1':37" Q2 (TD) 17yd run T. Stadelmayr Q2 (pat) T. Rauch 11':50" Q4 (FG) 40yd T. Rauch 7':03" Q4 (FG) 26yd |

| Arbitri: | Stehle Franke Peters Klaiber Pruin Spendig Stuemmler |

| |           |                                                                                         |
| N. Robitaille 3':53" Q1 (TD) 16yd pass from M. Ehrenfried T. Stadelmayr Q1 (pat) T. Rutenbeck 5':51" Q3 (TD) 70yd pass from M. Ehrenfried T. Stadelmayr Q3 (pat) | Marcatori | D. McCants 6':32" Q1 (TD) 4yd run T. Goebel Q1 (pat) D. McCants 11':56" Q3 (TD) 2yd run |

| Arbitri: | Plendl Siebmanns Ringelstein Plonka Paul Schumann Schuster |

| |           | |
| T. Rutenbeck 11':13" Q2 (TD) 42yd pass from M. Ehrenfried T. Stadelmayr Q2 (pat) N. Robitaille 8':06" Q4 (TD) 2yd pass from M. Ehrenfried T. Stadelmayr Q4 (pat) N. Knoblauch 5':51" Q4 (TD) 43yd fumble recovery T. Stadelmayr Q4 (pat) | Marcatori | A. Betza 7':56" Q1 (TD) 11yd run S. Sagne 4':18" Q1 (TD) 13yd pass from A. Elffers M. Duis Q1 (pat) T. Thomas 1':33" Q4 (TD) 12yd pass from A. Elffers |